# Gare de Vauxhall
Pour les articles homonymes, voir Vauxhall (homonymie).
La gare de Vauxhall (en anglais : Vauxhall railway station), est une des grandes gares ferroviaires de Londres (Royaume-Uni), située à Vauxhall dans le Grand Londres.
Elle est en correspondance avec la station Vauxhall sur la ligne Victoria du métro de Londres.